# Individualpsychologie
Als Individualpsychologie wird eine von Alfred Adler 1907 begründete Schule der Tiefenpsychologie bezeichnet. Anhänger dieser Richtung werden Adlerianer genannt.
Umgangssprachlich bedeutet der Terminus auch eine Abgrenzung zur Sozialpsychologie oder Massenpsychologie.

## Konzept
Das Konzept der Individualpsychologie stellt das Individuum im Kontext seiner sozialen menschlichen Beziehungen und dessen Auseinandersetzung mit seiner Umwelt und den Folgen für das Individuum in den Mittelpunkt.

## Begriff
Das Wort Individualpsychologie kann die Assoziation nahelegen, dass sich diese auf die Untersuchung der einzelnen, isoliert genommenen Person beschränkt.
Insofern wird der Begriff im weiteren Sinne – und z. T. in umgangssprachlicher Bedeutung – manchmal im Sinne von Einzelpsychologie, d. h. im Gegensatz zu den Begriffen Sozialpsychologie und Massenpsychologie verwendet. Der österreichische Arzt Alfred Adler (1870–1937), der den Begriff der Individualpsychologie prägte, hat diese Unterscheidung allerdings nicht beabsichtigt. Er gilt nach seinem Bruch mit Sigmund Freud im Jahre 1911 als Begründer einer eigenen tiefenpsychologischen Schule, die neben anfänglich genutzten Bezeichnungen wie „freie Psychoanalyse“ und „vergleichende Individualpsychologie“ schließlich unter der verkürzten Bezeichnung „Individualpsychologie“ bekannt wurde. Adler wollte die personenbezogene und individuell typisierende Menschenkenntnis zu einer ganzheitlichen Wissenschaft von der psychologischen Struktur des menschlichen Lebens erweitern. Sein Schüler Rudolf Dreikurs hielt deshalb den Ausdruck „holistische Psychologie“ für geeigneter und war überzeugt, Adler hätte seine Schule so genannt, wenn der Begriff „Holismus“ zu seiner Zeit schon populär gewesen wäre. Die Bezeichnung „vergleichende Individualpsychologie“ bringt den von Adler gewünschten umfassenden Ansatz allerdings ebenfalls gut zum Ausdruck.

## Adler und Freud
Adler war neben Carl Gustav Jung ein geschätzter Schüler Freuds und Schriftleiter des „Zentralblatts für Psychoanalyse“. Er zählt zu den bedeutendsten Vertretern der Tiefenpsychologie. Die von Adler ab 1911 neu begründete Individualpsychologie ist neben der Freudschen Psychoanalyse eine namhafte Richtung der Psychologie und gilt als Wegbereiterin der Neopsychoanalyse. Während bei Freud die Frage nach dem Grund (Kausalität) im Vordergrund steht, betont Adler die Notwendigkeit, nach dem Zweck von Symptomen wie Lebensäußerungen insgesamt (Finalität) zu fragen.

## Theoretische Grundlagen
Adler nannte seine Lehre Individualpsychologie und meint damit das unteilbare Ganze eines jeden Menschen. Jeder Mensch ist ein „Unteilbares“, ein „Individuum“, Körper und Psyche sind ganzheitlich zu sehen. Die Individualpsychologie interpretiert den Einzelnen, wie die Sozialpsychologie, in einer wechselseitigen Abhängigkeit von der Gesellschaft und als Teil sozialer Prozesse.
Mit seiner frühen Studie über die Minderwertigkeit von Organen (1907) zeigte Adler den Zusammenhang zwischen Organminderwertigkeit und Lebensschicksal auf und legte damit die Grundlage für das Verständnis von körperlicher und psychischer Kompensation, Überkompensation und für die spätere Psychosomatik. Das beim menschlichen Säugling aufgrund seiner Hilflosigkeit vorhandene Minderwertigkeitsgefühl sah Adler als positiven Antrieb für Wachstum und Entwicklung und führte die Erziehbarkeit des Menschen darauf zurück. Erst negative Faktoren in seiner Entwicklung verändern das positive Minderwertigkeitsgefühl zu einem entwicklungshemmenden Minderwertigkeitskomplex. Das überhöhte Geltungsstreben oder der Wille zur Macht stellt nach Adler bereits eine seelische Überkompensation eines verstärkt erlebten Minderwertigkeitsgefühls dar und gilt für ihn als seelische Krankheitserscheinung.
Die individualpsychologische Lehre ist von demokratischen Idealen und einem humanistischen Sozialismus inspiriert und begreift den Menschen stets als soziales Lebewesen. Für Adler war der Mensch eingebettet in die Gemeinschaft der Mitmenschen, aus der sowohl die Fragen seines Lebens als auch die heilenden Antworten erwachsen. Die Höhe der Beitragsleistung eines Menschen zur allgemeinen Wohlfahrt, die Art wie er seine Lebensfragen löst, war für Adler der Gradmesser für seine psychische Gesundheit. Lebensangst und Minderwertigkeitsgefühl könnten nur durch eine tragfähige zwischenmenschliche Beziehung überwunden werden.
Adler sah die menschliche Persönlichkeit als unteilbares Ganzes, die als souveräne und selbstbestimmende Macht, mit einem relativen Maß an Freiheit die Lebensumstände stilvoll verwertet ohne dabei biologisch oder durch ihr Milieu determiniert zu sein. Alle Lebensäußerungen haben nicht kausalen, sondern finalen Charakter und sind auf die Zukunft gerichtet. Adler nannte diese unbewusste Ausrichtung (unbewusste Fiktion) auf ein Ziel auch Lebensstil, Lebensplan, Persönlichkeitsideal oder personale Finalität. Kultur, Kunst, Wissenschaft, Philosophie und Menschenwürde sah er als Produkt des evolutionären Vollkommenheitsstrebens des Menschen.
Das Gemeinschaftsgefühl bildet den Grundpfeiler der Individualpsychologie, alle übrigen individualpsychologischen Begriffe können nur im Zusammenhang mit ihm verstanden werden. Das Gemeinschaftsgefühl hat seinen Ursprung in der frühen Beziehung zwischen Mutter und Kind. Es wird in den ersten Lebensjahren geprägt und wird zum unbewussten, relativ konstanten Persönlichkeitsanteil. Das Gemeinschaftsgefühl ist zur Lösung der drei von Adler genannten Lebensaufgaben Arbeit – Liebe – Gemeinschaft von zentraler Bedeutung. Im wachsenden Gemeinschaftsgefühl und mitmenschlicher Verbundenheit sah Adler die Wurzel zur Förderung der Gesamtheit und zur Verhinderung von vom Menschen gemachten Katastrophen.
Adlers positives Menschenbild kommt im folgenden Zitat zum Ausdruck:

„Der Mensch ist von Natur aus nicht böse. Was auch ein Mensch an Verfehlungen begangen haben mag, verführt durch seine irrtümliche Meinung vom Leben, es braucht ihn nicht zu bedrücken; er kann sich ändern. Er ist frei, glücklich zu sein und andere zu erfreuen.“

## Erforschung der Persönlichkeit
Die Aufgabe der psychologischen Wissenschaft ist, dem Menschen den wahren Sinn des Lebens aufzuzeigen, der nach Adler darin liegt, dass der Mensch einen möglichst großen Einklang mit den Mitmenschen und der Umwelt anstrebt. Adlers Bestreben war, die Menschenkenntnis lehrbar und zum Allgemeingut zu machen. Er wollte dem Einzelnen aufzeigen, wo er in seiner Beurteilung des Mitmenschen gefehlt hat, weil Irrtümer in der Menschenkenntnis oft Ursache für unsägliche Not und Verstrickungen sind. Menschenkenntnis sollte nicht nur Theorie, sondern als Instrument der gegenseitigen Hilfe Lebenspraxis werden.
Adler ging wie Freud von einer Deutbarkeit der ersten Kindheitserinnerungen aus, aber nicht im Sinne der Freudschen Verdrängungstheorie (Deckerinnerungen), sondern abgeleitet aus seinem Begriff der Funktion von Gedächtnis. Nach Adler nimmt das Gedächtnis Eindrücke und Empfindungen subjektiv wahr und verarbeitet sie als Bestätigung des früher gewählten Lebensstils. Aus den frühen Kindheitserinnerungen soll deshalb der Individualpsychologe Rückschlüsse auf den Lebensplan ziehen.
Die psychotherapeutische Menschenkenntnis der Individualpsychologie soll einerseits auf Intuition beruhen, zum anderen aber durch einen wissenschaftlichen Leitfaden auf der Grundlage einer tiefgründigen Kenntnis über die menschliche Natur abgestützt sein.

## Erziehungslehre
Für Adler war die erzieherische Praxis der wertvollste Prüfstein für jede psychologische Theorie. Aufgrund seiner Neurosenlehre waren die Bedingungen bekannt, die in der Kindheit seelische Fehlentwicklungen bewirkten und folgerichtig ergaben sich die Grundsätze für die psychische Prophylaxe in der Erziehungsarbeit. Die individualpsychologische Erziehung zur Freiheit beinhaltet die planmäßige Förderung von Selbständigkeit, Mut, Verantwortungs- und Gemeinschaftsgefühl. Als Ergebnis seines Studiums des nervösen Charakters führte Adler Charakterzüge und Intelligenz des Menschen auf seine Kindheits- und Jugendsituation zurück und lehnte deshalb die Annahme einer Vererbung seelischer Eigenart grundsätzlich ab. Dieser erzieherische Optimismus eröffnet dem Erzieher einerseits unbegrenzte Chancen für sein pädagogisches Wirken und andrerseits größere Verantwortung.
Die Aufgabe der Erziehung fällt nach Adler in erster Linie der Familie zu. Sie bietet das beste Milieu, in dem sich ein werdender Mensch entfalten kann. Eine wichtige Entdeckung Adlers ist der Einfluss der Stellung in der Geschwisterreihe auf die spätere seelische Entwicklung. Adler erkennt in der traditionellen Erziehung vor allem zwei Fehlhaltungen – die Verwöhnende Erziehung und die Härte und Strenge –, die zur Quelle psychischer Fehlentwicklungen werden. Der Erwachsene sollte Freund und Förderer des Heranwachsenden sein. Fehlhaltungen müssen als Irrtümer, nicht als böser Wille aufgefasst werden.

## Charakterkunde
Die Adlersche Charakterlehre ist bemüht, den Charakter als Grundlage aller seelischen Reaktionen zu verstehen. Die Charakterzüge sind für den Menschen Leitlinien, auf denen er sich im Leben mit einem Gemisch von Geltungsstreben und Gemeinschaftsgefühl vorwärts bewegt. Adler hat das Phänomen des nervösen Charakters erstmals grundsätzlich beleuchtet und ihm ein ganzes Buch (Der nervöse Charakter 1912) gewidmet. Das Minderwertigkeitsgefühl findet sich im nervösen Charakter in verschärfter Weise, als Minderwertigkeitskomplex, und führt zu Charakterausprägungen wie Ehrgeiz und Überempfindlichkeit. Bei dieser Entwicklung wird das Gemeinschaftsgefühl zu wenig ausgebildet, was sich in einer Vorsicht, einer zögernden Attitüde gegenüber den Mitmenschen äußert. Adler beschreibt den nervösen Charakter als Übergang zwischen Normal- und Neurosenpsychologie.

## Psychopathologie
In seiner Neurosenlehre beschreibt Adler die Neurose als eine Weiterführung des nervösen Charakters unter verschlechterten psychischen Bedingungen, wobei die neurotischen Symptome immer im Rahmen der Gesamtpersönlichkeit verstanden werden. Für Adler manifestiert sich in der Neurose eine durch missliche Kindheitseinflüsse (Verzärtelung usw.) entstandene Lebensangst und Pessimismus. Adler vertrat den Gesichtspunkt von der Einheit von Neurose und Psychose, welche beide eine irrtümliche Antwort auf die Anforderungen des Lebens darstellen. So wie Adler in der Neurose eine übersteigerte Form der Normalpsyche sah, war für ihn die Psychose eine verschärfte Neurose. Deshalb war aus seiner Sicht die Psychose auch für die psychologische Analyse zugänglich und er konnte von Fällen berichten, deren Heilung ihm gelang.

## Psychotherapie

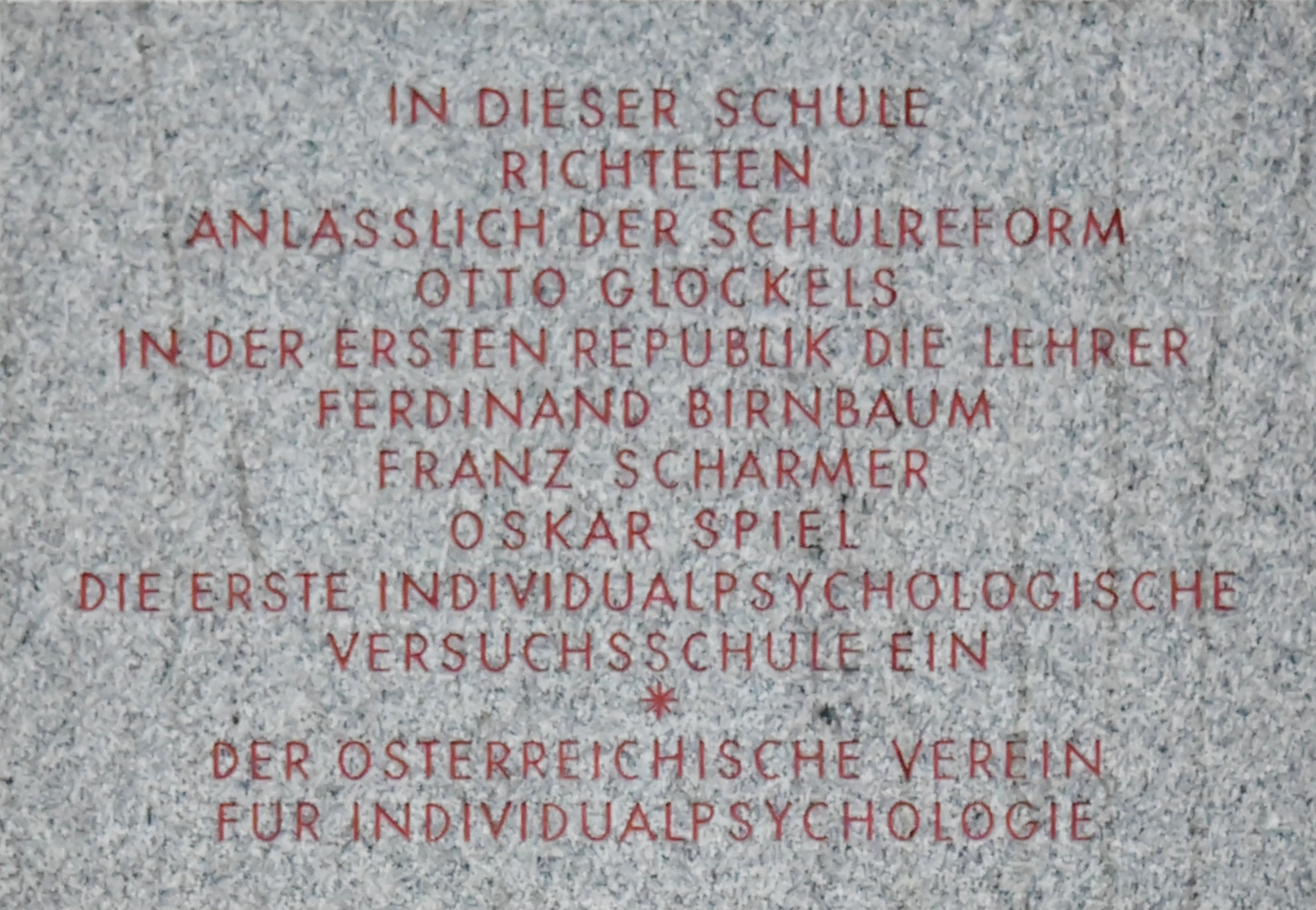
Gedenktafel für die erste Individualpsychologische Versuchsschule in Wien-Brigittenau

Adler und seine Schüler leiteten aus der Neurosenlehre eine Erziehungsprophylaxe ab, die bald als psychologische Pädagogik und Kinder-Psychotherapie weit herum bekannt wurde. 1913 zeigten Adler und seine Schüler in „Heilen und Bilden“ die Entwicklung der Individualpsychologie in der Erziehungsarbeit auf. Nach dem Ersten Weltkrieg richtete Adler im Rahmen der Wiener Schulreform dreißig Erziehungsberatungsstellen, die Vorläufer der child guidance clinics, ein. Die Adler’sche Psychotherapie zeichnete sich durch eine aktive Wechselwirkung in der Form eines psychologischen Gesprächs zwischen Therapeut und Patient aus. Die Verantwortung für seine Heilung trug der Beratene, als Resultat seiner Bemühungen und seiner inneren Wandlung. Adler entwickelte schon in der Zwischenkriegszeit die ersten Gruppentherapien, indem er Erziehungsberatung und Elternschulung in Gruppen durchführte. Die Gruppe sollte den nervösen Menschen aus seiner Isolierung befreien und ihm ein Gemeinschaftserlebnis vermitteln.

## Verbreitung der Individualpsychologie
Die Arbeiten von Adler und Furtmüller (Heilen und Bilden, 1914), Otto Rühle (Die Seele des proletarischen Kindes, 1925), Lene Credner (Verwahrlosung, 1926), Sofie Freudenberg (Erziehungs- und heilpädagogische Beratungsstellen, 1928) und Adler (Menschenkenntnis, 1927, Die Seele des schwererziehbaren Schulkindes, 1930) fanden unter den Sozialpädagogen und Sozialarbeitern weite Verbreitung. Individualpsychologisches Gedankengut findet sich auch in der Kinderfreundebewegung. Einen mittelbaren Einfluss Adlers auf das Gruppenprinzip der Sozialpädagogik und auf Gesellungsformen gibt es über die amerikanischen Gruppentheorien (Moreno usw.), die, auch wenn das zumeist nicht artikuliert wird, stark von den emotionalen und sozialen Komponenten der Individualpsychologie beeinflusst sind. Unübersehbar ist der Einfluss der Adlerianer auf das soziale und erzieherische Beratungswesen. Im Jahre 1929 betrieben die Individualpsychologen in Wien 28 Erziehungsberatungs-, Jugend- und Eheberatungsstellen, in Deutschland wurden solche von den meisten Ortsgruppen (Berlin, München) der Individualpsychologen ebenfalls geschaffen. Die Arbeiten von Rühle, Kronfeld, Birnbaum, Naegele und anderen Individualpsychologen zu Verwahrlosung und Kriminalität haben um 1927 schnell Resonanz unter den Juristen und in der Jugendgerichtsbarkeit gefunden.
Gemäß William McDougall hatte die Individualpsychologie um 1935 mehr Anhänger, vor allem in den USA, als alle anderen Schulen der akademischen Psychologie zusammen.
Adler wollte die psychologische Menschenkenntnis als Prophylaxe zum Allgemeingut werden lassen. Um alle zu integrieren, wenn sie nur die gleiche Grundtendenz vermuten ließen, forderte er für den Verein für Individualpsychologie die politische Neutralität. Adlers Ziel scheiterte an der Weltwirtschaftskrise, ideologischer Voreingenommenheit und dem Nationalsozialismus. Die kommunistische Rote Fahne schrieb in einer Glosse zum Tage, dass der Versuch Adlers, den Sozialismus durch seine Psychologie zu ersetzen, gescheitert sei. Nach dem Einmarsch der Nationalsozialisten in Österreich wurde der Verein für Individualpsychologie am 26. Jänner 1939 von Amtes wegen aufgelöst.

„Alfred Adlers Gedanken über eine der bedeutsamsten Ursachen seelischer Störungen haben das eigenartige Schicksal gehabt, daß Name und Sache in alle heute geläufigen psychotherapeutischen Ansätze – und auch in die Alltagssprache – eingegangen sind, daß aber nur in seltenen Ausnahmefällen der Name des Urhebers genannt wird. Dieser Zustand, der den selbstverständlichen Grundsätzen wissenschaftlicher Überlieferung widerspricht, ist umso bedauerlicher, als die von Adler gefundene Form der Neurose inzwischen bei uns an Häufigkeit alle anderen Formen übertrifft, ja zu einer Epidemie geworden ist, die das gesamte öffentliche Leben aufs empfindlichste stört.“

## Vertreter der Individualpsychologie
- Lucy Ackerknecht, Psychotherapeutin, Kinder- und Jugendpsychotherapie
- Alexandra Adler, austroamerikanische Neurologin und Psychiaterin, Präsidentin der Internationalen Vereinigung für Individualpsychologie
- Raissa Adler, Vorstandsmitglied des Vereins für Individualpsychologie in Wien, Vorsitzende des Exekutivkomitees und Ehrenmitglied der Individual Psychology Association in New York
- Rudolf Allers, austroamerikanischer Psychiater und Philosoph
- Pola Andriessens, Professorin für Psychologie, Lehranalytikerin der Deutschen Gesellschaft für Individualpsychologie
- Heinz Ludwig Ansbacher, deutsch-amerikanischer Psychologe, Präsident der North American Society of Adlerian Psychology
- Rowena R. Ansbacher, US-amerikanische Psychologin
- Alfred Appelt, deutscher Sprachheilpädagoge
- Knut Baumgärtel, Kinderpsychiater und Heilpädagoge
- Ferdinand Birnbaum, Pädagoge, Wiener Versuchsschule
- Klara Blum, jüdische, österreichische, sowjetische und chinesische Schriftstellerin
- Erik Blumenthal, Psychologe, Präsident der IP Deutschland und Schweiz
- Phyllis Bottome, britische Schriftstellerin, Lehrerin und Adler-Biografin
- Oliver Brachfeld, Psychologe, Wegbereiter der Individualpsychologie im spanischen Sprachraum
- Danica Deutsch, austroamerikanische Psychologin, Leiterin des Alfred Adler Instituts in New York
- Rudolf Dreikurs, Psychiater, Pädagoge, Chicago
- Albert Ehrenstein, Sekretär des Vereins für Individualpsychologie
- Alfred Farau, austroamerikanischer Psychotherapeut und Schriftsteller, Mitgründer der American Society of Adlerian Psychology
- Stephanie Felsenburg, Ärztin, Vorstandsmitglied im Verein für Individualpsychologie, Wien
- Viktor Frankl, Neurologe und Psychiater, Begründer der Logotherapie und Existenzanalyse
- Alice Friedmann, Psychologin, Erziehungsberaterin Wien und New York
- Max Friedrich, Vorstand der Wiener Kinder- und Jugendpsychiatrie
- Emil Fröschels, Phoniater, Wiener Ambulatorium für Sprachheilpädagogik
- Carl Furtmüller, Pädagoge, Wiener Schulreform
- Helene Goldbaum, Schriftstellerin, Autorin von Erziehungs- und Kinderbüchern
- Margarete Hilferding, Ärztin, Leiterin Erziehungsberatungsstelle Wien
- Stephanie Horovitz, polnisch-jüdische Chemikerin und Psychologin
- Henry Jacoby, Sozialarbeiter und Schriftsteller
- Gina Kaus, österreichische Schriftstellerin, Übersetzerin und Drehbuchautorin
- Otto Kaus, österreichischer Psychologe, Kritiker, Schriftsteller und Marxist
- Olga Knopf, austroamerikanische Gynäkologin, Mariahilfer Ambulatorium
- Hilde Krampflitschek, austroamerikanische Individualpsychologin
- Arthur Kronfeld, Arzt, Psychotherapeut und Sexualwissenschaftler
- Fritz Künkel, Arzt und Psychiater
- Sofie Lazarsfeld, Psychologin, Wiener Erziehungs- und Eheberaterin
- Friedrich Liebling, Psychologe, Zürcher Schule für Psychotherapie
- Ida Löwy, Pädagogin, Wiener Erziehungsberaterin
- Wera Mahler, deutsch-jüdische Psychologin, Tel Aviv
- Wolfgang Metzger, Mitbegründer und erster Vorsitzender der Alfred Adler-Gesellschaft (später Deutsche Gesellschaft für Individualpsychologie)
- Alexander Neuer, Philosoph und Psychiater, untermauerte die Individualpsychologie wissenschaftstheoretisch
- Karl Nowotny, Neurologe, Psychiater, Psychologe, Leiter der medizinischen Fachgruppe
- Olga Oller, austroamerikanische Individualpsychologin
- David Ernst Oppenheim, Gymnasiallehrer, Gründungsmitglied des Vereins für Individualpsychologie, Wien
- Ernst Papanek, austroamerikanischer Pädagoge, aktiv an der Wiener Schulreform
- Helene Papanek, austroamerikanische Individualpsychologin, Präsidentin der North American Society of Adlerian Psychology
- Elisabeth Plattner, Pädagogin und Autorin von Erziehungsbüchern, Stuttgart
- Karl Popper, österreichisch-britischer Philosoph, Mitarbeit bei einer Individualpsychologischen Erziehungsberatungsstelle
- Josef Rattner, Arzt, Psychologe, Pädagoge, Berlin
- Bernd Rieken, Ethnologe, Psychotherapeut, Wien
- Erwin Ringel, Psychiater, Selbstmordverhütungszentrum Wien
- Paul Rom (ehem. Paul Plottke), Psychotherapeut, Pädagoge, London
- Maria Rosler-Gitter, austroamerikanische Individualpsychologin
- Elly Rothwein, Pädagogin, Erziehungsberatung Wien und Chicago
- Alice Rühle-Gerstel, deutsche Philosophin und Schriftstellerin
- Otto Rühle, deutscher Schriftsteller und Bildungspolitiker
- Franz Scharmer, Pädagoge, Wiener Versuchsschule
- Rainer Schmidt, Facharzt für Psychosomatische Medizin, Vorsitzender der Deutschen Gesellschaft für Individualpsychologie
- Theo Schoenaker, Logopäde, Eheberater, Begründer der Individualpsychologischen Sozialtherapie, Encouraging-Training
- Oswald Schwarz, deutscher Mediziner und Chirurg, Gründungsmitglied der Österreichischen Gesellschaft für Urologie
- Kurt Seelmann, Pädagoge, Erziehungsberatungsstelle München
- Regine Seidler, Pädagogin, Wiener Versuchsschule
- Leonhard Seif, Neurologe, Ortsgruppe München, Erziehungsberatungsstelle
- Lydia Sicher, Psychiaterin, Präsidentin American Society of Adlerian Psychology
- Alfons Simon, Pädagoge, Schulreformer Bayern, Erziehungsberatungsstelle München
- Gernot Sonneck, Psychiater, Psychologe, Suizidforscher, Wien
- Hugo Sperber, Rechtsanwalt und Strafverteidiger, Wien
- Manès Sperber, Schriftsteller und Philosoph, Ortsgruppe Berlin
- Oskar Spiel, Pädagoge, Wiener Versuchsschule
- Walter Spiel, Kinderpsychiater und Neurologe
- Leopold Stein, österreichischer Facharzt für Sprach- und Stimmheilkunde, Arbeitsgemeinschaft individualpsychologischer Ärzte
- Charlot Strasser, Schweizer Psychiater, publizierte mit Adler und Furtmüller ab 1914 die Zeitschrift für Individualpsychologie
- Vera Strasser-Eppelbaum, Schweizer Psychiaterin und Bildhauerin
- Brigitte Sindelar, Psychologin und Kinder- und Jugendpsychotherapeutin
- Erwin Wexberg, Arzt, Psychotherapeut, Wien und New Orleans
- Annemarie Wolff-Richter, Heilpädagogin, Berlin, Kroatien

## Institutionen
- Alfred-Adler-Institut Aachen-Köln
- Alfred-Adler-Institut Berlin
- Deutsche Gesellschaft für Individualpsychologie
- Österreichischer Verein für Individualpsychologie

## Grundlegende Werke Alfred Adlers
- Über den nervösen Charakter (1912)
- Praxis und Theorie der Individualpsychologie (1920)
- Heilen und Bilden (1913)
- Menschenkenntnis (1927)
- Der Sinn des Lebens (1933)
- Religion und Individualpsychologie (1933)

## Einführung und systematische Darstellungen
- Almuth Bruder-Bezzel, Die Geschichte der Individualpsychologie, 2. neu bearb. Aufl., Vandenhoeck & Ruprecht, Göttingen 1999, ISBN 3-525-45834-7 (Erstaufl. Fischer Verlag, Frankfurt a. M. 1991, ISBN 3-596-10793-8).
- Rudolf Dreikurs, Grundbegriffe der Individualpsychologie (mit einem Vorwort von Alfred Adler), 14. Aufl., Klett-Cotta, Stuttgart 2014, ISBN 3-608-90107-8. (In seinem zuerst 1933 erschienenen und vom Autor zuletzt 1969 überarbeiteten Einführungsbuch gelingt es Dreikurs, die Grundbegriffe der Adlerschen Individualpsychologie einem breiten Publikum zugänglich zu machen.)
- Bernhard Handlbauer, Die Entstehungsgeschichte der Individualpsychologie Alfred Adlers, Geyer-Edition, Wien 1984, ISBN 3-85090-108-4.
- Henry Jacoby, Alfred Adlers Individualpsychologie und dialektische Charakterkunde, Fischer Taschenbuch, Frankfurt a. M. 1974, ISBN 3-596-26773-0.
- Alfred Levy und Gerald Mackenthun (Hrsg.): Gestalten um Alfred Adler, Königshausen & Neumann, Würzburg 2001, ISBN 3-8260-2156-8.
- Josef Rattner, Die Individualpsychologie Alfred Adlers, Kindler Taschenbücher, München 1980, ISBN 3-463-02071-8.
- Heinz und Rowena Ansbacher, Alfred Adlers Individualpsychologie, Ernst Reinhardt Verlag, München 1982, ISBN 3-497-00979-2.
- Rainer Schmidt (Hrsg.): Die Individualpsychologie Alfred Adlers: Ein Lehrbuch, Fischer Taschenbuch, Frankfurt a. M. 1989, ISBN 3-596-26799-4.
- Markus Hochgerner (Hrsg.): Grundlagen der Psychotherapie: Lehrbuch zum Psychotherapeutischen Propädeutikum. facultas Universitätsverlag, 2. Auflage, Wien 2021, ISBN 978-3-7089-1984-3